# Escuta segura

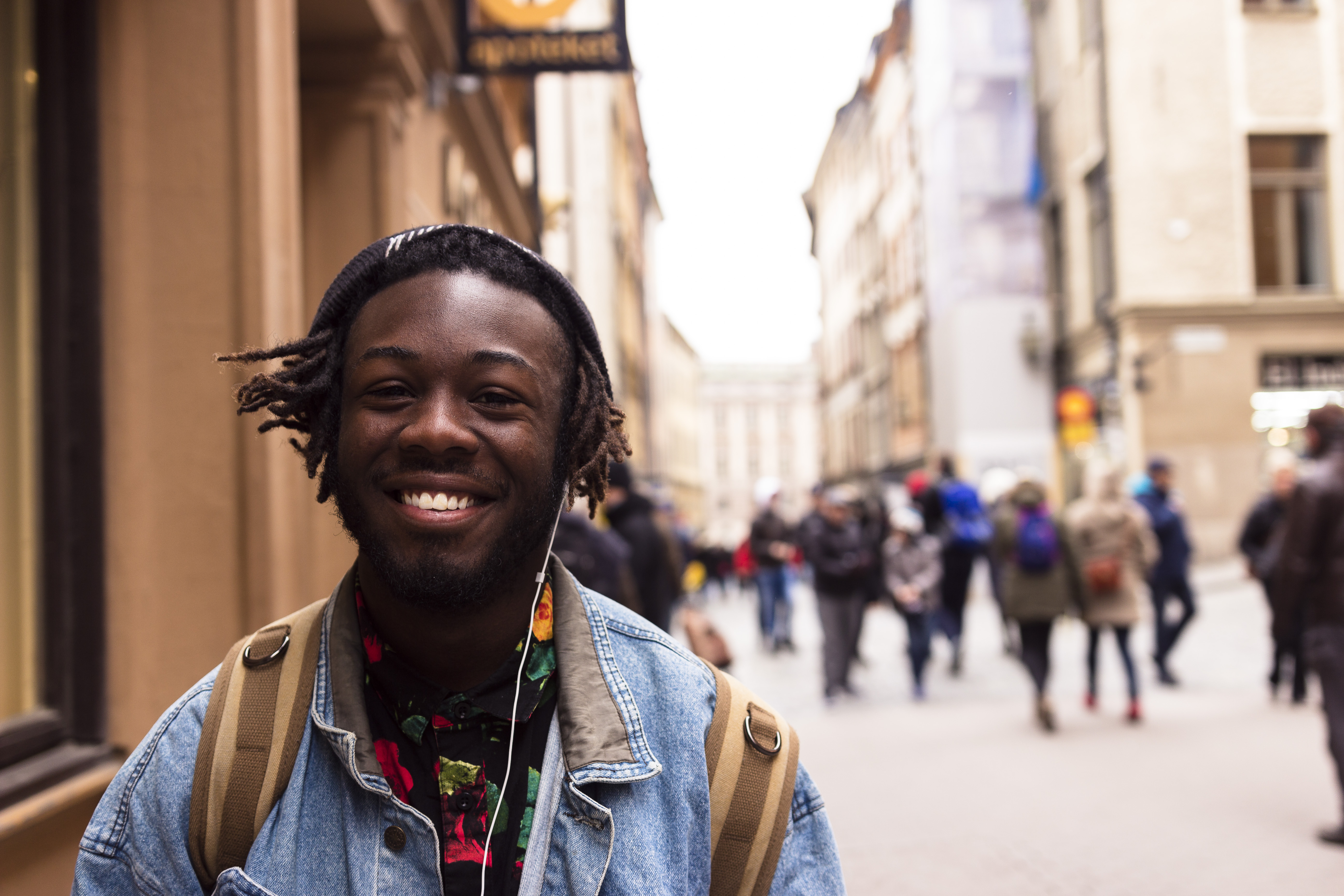
Homem ouvindo pelos fones de ouvido

O conceito escuta segura consiste em uma estrutura para ações de promoção da saúde para garantir que as atividades recreativas relacionadas ao som (como espetáculos, clubes e ouvir música, broadcasts ou podcasts) não representem um risco para a audição.
Embora pesquisas mostrem que exposições repetidas a quaisquer sons intensos possam causar distúrbios auditivos e outros efeitos à saúde, o conceito escuta segura se aplica especificamente à escuta voluntária por meio de sistemas de escuta pessoais (SEP), produtos de amplificação de som pessoal (PASP) ou em locais de entretenimento. A escuta segura promove estratégias para prevenir efeitos negativos, incluindo perda auditiva, zumbido e hiperacusia. Embora a abordagem escuta segura não trate da exposição a sons indesejados (chamados de ruído) - por exemplo, no trabalho ou em outros hobbies barulhentos - ele é uma parte essencial de uma abordagem abrangente para a chamada saúde auditiva total.
O risco de efeitos negativos para a saúde das exposições ao som (seja ruído ou música) é determinado principalmente pela intensidade do som (volume), duração do evento e frequência dessa exposição. Esses três fatores caracterizam o nível geral de energia sonora que chega aos ouvidos de uma pessoa e podem ser usados para calcular a dose de ruído. Eles foram usados para determinar os limites de exposição ao ruído no local de trabalho.
| Nível de Ruído em dB | Tempo Máximo de Exposição Diária |
| -------------------- | -------------------------------- |
| 85                   | 8 horas                          |
| 90                   | 4 horas                          |
| 95                   | 2 horas                          |
| 100                  | 1 hora                           |
| 105                  | 30 minutos                       |
| 110                  | 15 minutos                       |
| 115                  | 7 minutos                        |

Os limites regulamentares para exposição ao ruído foram desenvolvidos a partir de dados de audição e ruído obtidos em locais de trabalho, onde a exposição a sons intensos é frequente e pode durar décadas. Embora regulamentações específicas variem em todo o mundo, a maioria das práticas recomendadas no local de trabalho considera 85 decibels (dB A ponderado) em média durante oito horas por dia como o nível de exposição seguro mais alto. Usando uma taxa de câmbio, normalmente de 3 dB, o tempo de audição permitido é reduzido à metade à medida que o nível de som aumenta na taxa selecionada. Por exemplo, um nível de som tão alto quanto 100 dBA pode ser ouvido com segurança por apenas 15 minutos por dia.
Devido à sua disponibilidade, os dados ocupacionais foram adaptados para determinar os critérios de risco de danos a partir de exposições sonoras fora do trabalho. Em 1974, a Agência de Proteção Ambiental dos Estados Unidos recomendou um limite de exposição de 24 horas de 70 dBA, levando em consideração a falta de um "período de descanso" para os ouvidos quando as exposições são calculadas em média acima de 24 horas e podem ocorrer todos os dias do ano (os limites para o local de trabalho pressupõem 16 horas de silêncio entre os turnos e dois dias de folga na semana). Em 1995, a Organização Mundial da Saúde (OMS) concluiu de forma semelhante que exposições médias de 24 horas iguais ou abaixo de 70 dBA representam um risco insignificante de perda auditiva ao longo da vida. Após relatos sobre distúrbios auditivos causados por ouvir música, parecem ser necessárias recomendações e intervenções adicionais para prevenir efeitos adversos de atividades recreativas relacionadas ao som.

## Saúde pública e intervenções comunitárias
Várias organizações desenvolveram iniciativas para promover hábitos de escuta seguros. O Instituto Nacional de Surdez e Outros Transtornos da Comunicação (NIDCD) dos EUA tem diretrizes para ouvir com sistemas de escuta pessoal voltados para a população “adolescente” (crianças de 9 a 13 anos). O programa Dangerous Decibels promove o uso de manequins “Jolene” para medir a saída de som dos SEPs como uma ferramenta educacional para aumentar a conscientização sobre a superexposição ao som por meio da escuta pessoal. Este tipo de manequim é simples e barato de construir e costuma chamar a atenção em escolas, feiras de saúde, salas de espera de clínicas, etc. As instruções estão disponíveis online e foram baixadas em todos os cinquenta estados dos EUA e em muitos países em todo o mundo. O National Acoustic Laboratories (NAL), a divisão de pesquisa da Hearing Australia, desenvolveu a iniciativa Know Your Noise, financiada pelo Departamento de Saúde do Governo australiano. O site Know Your Noise possui uma Calculadora de Risco de Ruído que torna possível e fácil para os usuários identificar e compreender seus níveis de exposição ao ruído (no trabalho e no lazer) e possíveis riscos de danos auditivos. Os usuários também podem fazer um teste de audição online para ver se ouvem bem em um ambiente barulhento. 
A OMS lançou a iniciativa Make Listening Safe como parte da celebração do Dia Mundial da Audição em 3 de março de 2015. O principal objetivo da iniciativa é garantir que pessoas de todas as idades possam ouvir música e outras mídias de áudio de uma maneira que não crie riscos auditivos. Perda auditiva induzida por ruído, hiperacusia e zumbido têm sido associados ao uso frequente de dispositivos como fones de ouvido, monitores in ears, auriculares, fones de ouvido e tecnologias True Wireless Stereo de qualquer tipo em volume intenso.
Os objetivos do programa Make Listening Safe são:
- aumentar o conhecimento sobre práticas de escuta segura, especialmente entre a população mais jovem;
- destacar os benefícios de ouvir com segurança os formuladores de políticas, profissionais de saúde, fabricantes, pais e outros;
- promover o desenvolvimento e implementação de padrões aplicáveis a dispositivos pessoais de áudio e locais recreativos para cobrir recursos de escuta segura
- tornar-se um depositário de recursos de acesso aberto e informações sobre práticas de escuta segura em pelo menos seis idiomas (árabe, chinês, inglês, francês, russo e espanhol).[27]

Em 2019, a Organização Mundial da Saúde publicou um conjunto de ferramentas para dispositivos e sistemas de escuta seguros que fornece a justificativa para as estratégias propostas e identifica ações que os governos, parceiros da indústria e a sociedade civil podem tomar.

No dia primeiro de Novembro de 2023 a OMS lançou a campanha Make Listening Safe (MLSC) no Reino Unido como um piloto para uma estratégia para encorajar a adoção de práticas de escuta segura entre pessoas de idade entre os dez e os quarenta anos. A MLSC UK realizará uma sequência de campanhas curtas focadas em diferentes temas, começando com riscos evitáveis entre usuários de fones de ouvido. A campanha inglesa incluirá uma petição eletrônica solicitando ao governo que adote padrões/regulamentos mais elevados de proteção auditiva, alinhadas com as recomendações da OMS/União Internacional de Telecomunicações (UIT). O plano inclui a avaliação do esforço e posteriormente sua extensão aos outros 193 estados membros. As atividades previstas incluem um evento de lançamento presencial, campanhas focadas na educação pública, defesa de políticas e colaboração com diversas partes interessadas, incluindo órgãos governamentais, participantes da indústria e profissionais de saúde.

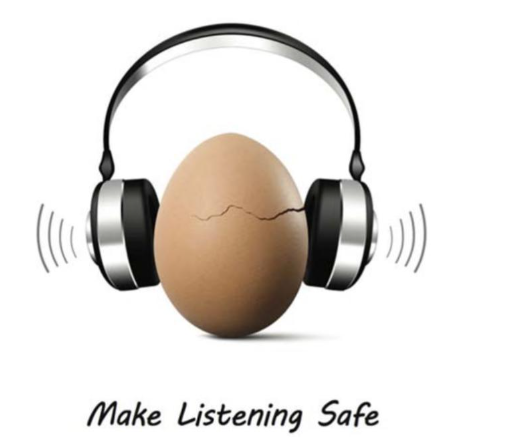
O logotipo da iniciativa Make Listening Safe da Organização Mundial da Saúde.

Uma das abordagens do Make Listening Safe é promover o desenvolvimento de recursos nos SEP para conscientizar os usuários sobre práticas de escuta arriscadas. Neste contexto, a OMS fez parceria com a União Internacional de Telecomunicações (UIT) para desenvolver limites de exposição adequados para inclusão nas normas de segurança voluntárias H.870 sobre “Diretrizes para dispositivos / sistemas de escuta seguros.”  Especialistas nas áreas de audiologia, otologia, saúde pública, epidemiologia, acústica e engenharia de som, bem como organizações profissionais, organizações de padronização, fabricantes e usuários estão colaborando neste esforço.
A iniciativa Make Listening Safe também cobre locais de entretenimento. Os níveis médios de pressão sonora (NPS) em boates, discotecas, bares, academias e instalações esportivas ao vivo podem chegar a 112 dB (ponderação A); os níveis de som em shows pop podem ser ainda mais altos. A exposição frequente ou mesmo uma curta exposição a níveis de pressão sonora muito elevados como estes pode ser prejudicial. A OMS está revisando as regulamentações existentes sobre o ruído para vários locais de entretenimento - incluindo clubes, bares, salas de concertos e arenas esportivas - como um primeiro passo no desenvolvimento de uma estrutura regulatória que garantiria uma audição segura em tais espaços.

### Intervenção Fonoaudiológica
Na área da Fonoaudiologia, o profissional deste ramo, quando necessário, realiza exames audiológicos em uma clínica para verificar se há algum distúrbio no sistema auditivo do indivíduo que apresenta queixa quanto à sua audição, analisando o tipo e grau de perda auditiva que é apresentado nos exames realizados.  

## Intervenções na fonte sonora

### Sistemas de escuta pessoal (SEP)
Os SEPs são dispositivos portáteis - geralmente um player eletrônico conectado a fones de ouvido - projetados para ouvir várias mídias, como música ou jogos. A saída de som desses equipamentos varia muito. Os níveis máximos de saída variam de acordo com os dispositivos específicos e os requisitos regulatórios regionais. Normalmente, os usuários de SEP podem escolher limitar o volume entre 75 a 105 dB NPS. A ITU e a OMS recomendam que os SEPs sejam programados com uma função de monitoramento que defina um limite de exposição sonora semanal e forneça alertas quando o usuário atingir 100% de sua permissão semanal de som. Se os usuários reconhecerem o alerta, eles podem escolher se querem ou não reduzir o volume. No entanto, se o usuário não reconhecer o alerta, o dispositivo reduzirá automaticamente o volume para um nível predeterminado (com base no modo selecionado, ou seja, 80 ou 75 dBA). Ao transmitir informações de exposição de uma forma que possam ser facilmente compreendidas pelos usuários finais, esta recomendação visa tornar mais fácil para os ouvintes gerenciar suas exposições e evitar quaisquer efeitos negativos. O aplicativo de saúde do iPhones, Apple Watch e iPads incorporou essa abordagem a partir de 2019. Ele inclue o Apple Hearing Study, que faz parte do aplicativo Pesquisa. O estudo está sendo conduzido em colaboração com a Escola de Saúde Pública da Universidade de Michigan. Os dados estão sendo compartilhados com a iniciativa Make Listening Safe da OMS. Os resultados preliminares divulgados em março de 2021, um ano após o início do estudo, indicaram que 25% dos participantes experimentaram zumbido nos ouvidos algumas vezes por semana ou mais, 20% dos participantes têm perda auditiva e 10% têm características típicas dos casos de perda auditiva induzida por ruído. Quase 50% dos participantes relataram que não faziam o teste de audição há pelo menos 10 anos. Em termos de níveis de exposição, 25% dos participantes experimentaram altas exposições a sons ambientais.
A Comissão Técnica Internacional (ITC) publicou a primeira norma europeia IEC 62368-1 sobre sistemas de áudio pessoais em 2010. A ITC definiu níveis de saída seguros para SEP como até 85 dB, enquanto permite aos usuários aumentar o volume para um máximo de 100 dBA. No entanto, quando os usuários aumentam o volume ao nível máximo, o padrão especifica que um alerta deve aparecer para alertar o ouvinte sobre o potencial de problemas auditivos.
A normativa H.870 de 2018 da ITU e da OMS “Diretrizes para dispositivos / sistemas de escuta seguros” enfoca o gerenciamento da exposição semanal à dose de som. Esta norma baseou-se na norma EN 50332-3 “Equipamento de sistema de som: auscultadores e auriculares associados a leitores de música pessoais - metodologia de medição do nível máximo de pressão sonora - Parte 3: método de medição para gestão da dose de som”. Este padrão define um limite de audição seguro como uma dose de som semanal equivalente a 80 dBA por 40 horas / semana.

#### Potenciais diferenças pertinentes a crianças

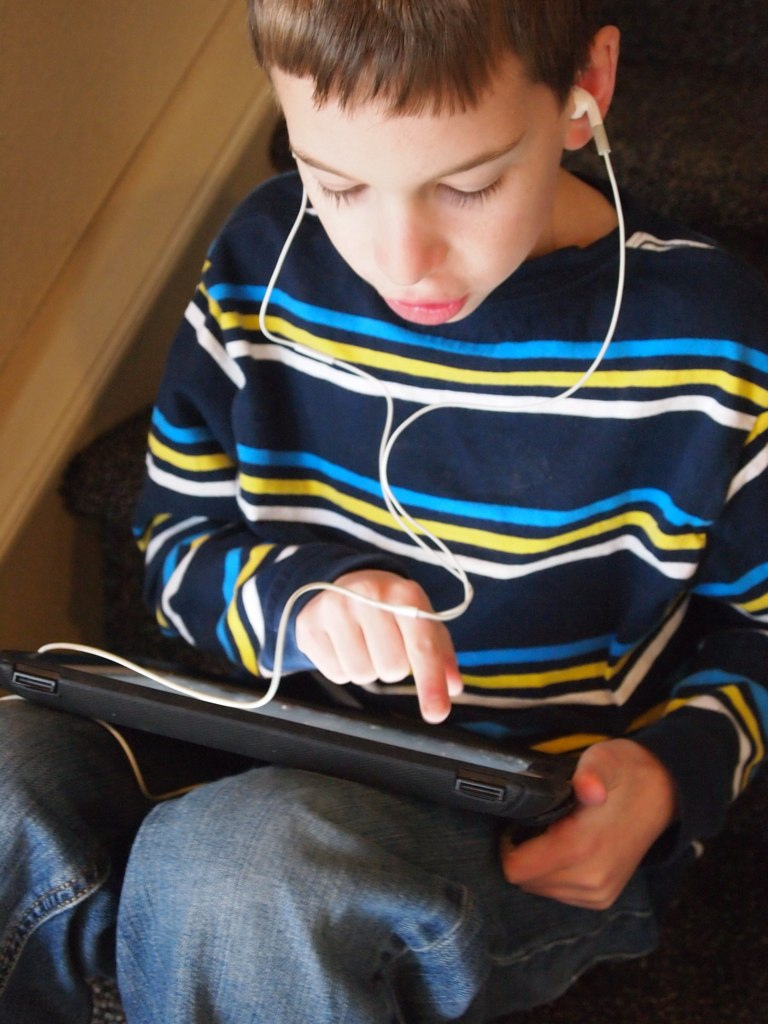
Foto de menino do ensino fundamental com fones de ouvido

O uso frequente de SEPs por  crianças tem levantado preocupações sobre os riscos potenciais que podem estar associados a tal exposição.  Uma revisão sistemática e metanálise publicada em 2022 registrou um aumento da prevalência do risco de perda auditiva em relação a estimativas de 2015 entre jovens entre 12 e 34 anos de idade, que estão expostos a níveis de pressão sonora elevados (NPS), devido ao uso de fones de ouvidos e ambientes sonoros de entretenimento. Os autores pesquisaram artigos publicados entre 2000 e 2021 que relataram práticas auditivas inseguras. O número de jovens que podem estar em risco de perda auditiva em todo o mundo foi estimado a partir da população global estimada de 12 a 34 anos. Trinta e três estudos (correspondentes a dados de 35 prontuários e 19.046 indivíduos) foram incluídos; 17 e 18 registros focados no uso de SEPs e locais de entretenimento barulhentos, respectivamente. A estimativa de prevalência agrupada de exposição à escuta insegura de SEPs foi de 24% (IC 95% 19% a 29%). O modelo foi ajustado em função da intensidade e duração da exposição para identificar a prevalência estimada de 48%. O número global estimado de jovens que podem estar em risco de perda auditiva devido à exposição a práticas auditivas inseguras variou de 0,67 a 1,35 bilhão.. Os autores concluíram que práticas auditivas inseguras são altamente prevalentes em todo o mundo e podem colocar mais de 1 bilhão de jovens em risco de perda auditiva.  
Não há acordo sobre o risco aceitável de perda auditiva induzida por ruído em crianças; e os critérios de risco de danos em adultos podem não ser adequados para estabelecer níveis de escuta seguros para crianças devido às diferenças na fisiologia e ao impacto mais sério no desenvolvimento da perda auditiva no início da vida.  Uma tentativa de identificação de níveis seguros assumiu que o limite de exposição mais apropriado para a exposição recreativa ao ruído em crianças teria como objetivo proteger 99% das crianças de uma mudança na audição superior a 5 dB NA em 4 kHz após 18 anos de exposição ao ruído. Usando estimativas da International Organization for Standardization (ISO 1999: 2013), os autores calcularam que 99% das crianças expostas desde o nascimento até a idade de 18 anos a níveis sonoros médios de 8 horas (LEX) de 82 dBA teriam  limiares auditivos piores em aproximadamente 4,2 dB, indicando uma mudança na capacidade auditiva. Ao incluir uma margem de segurança de 2 dBA que reduz a tolerância de exposição de 8 horas para 80 dBA, o estudo estimou uma mudança de audição de 2,1 dB ou menos em 99% das crianças. Para preservar a audição desde o nascimento até a idade de 18 anos, foi recomendado que as exposições ao ruído fossem limitadas a 75 dBA por um período de 24 horas. Outros pesquisadores recomendaram que a dose sonora semanal seja limitada ao equivalente a 75 dBA por 40 horas / semana para crianças e usuários sensíveis à estimulação sonora intensa.
Produtos de amplificação de som pessoal (PASP)
Os produtos de amplificação de som pessoal (PASP)  são dispositivos de amplificação do nível do ouvido destinados ao uso por pessoas com audição normal. Os níveis de produção de 27 PASPs comercialmente disponíveis na Europa foram analisados em 2014. Todos eles tinham um nível de saída máximo que ultrapassava 120 dB NPS; 23 (85%) excedeu 125 dB NPS, enquanto 8 (30%) excedeu 130 dB NPS. Nenhum dos produtos analisados tinha uma opção de limitação de nível.
O relatório desencadeou o desenvolvimento de algumas normativas para esses dispositivos. A norma da American National Standards Institute ANSI/CTA 2051 sobre "Critérios de desempenho de amplificação de som pessoal" foi publicado em 2017. Ele especificou um nível máximo de pressão sonora de saída de 120 dB NPS. Em 2019, a ITU publicou o padrão ITU-T H.871 chamado "Diretrizes de audição segura para amplificadores de som pessoais". Este padrão recomenda que os aparelhos de amplificação sonora individuais (AASI) meçam a dose sonora semanal e cumpram um máximo semanal de menos de 80 dBA por 40 horas. AASI que não podem medir a dose de som semanal devem limitar a saída máxima do dispositivo a 95 dBA. Também recomenda que os AASI forneçam alertas claros em seus guias do usuário, embalagens e anúncios, mencionando os riscos de danos aos ouvidos que podem resultar do uso do dispositivo e fornecendo informações sobre como evitar esses riscos.

### Locais de entretenimento

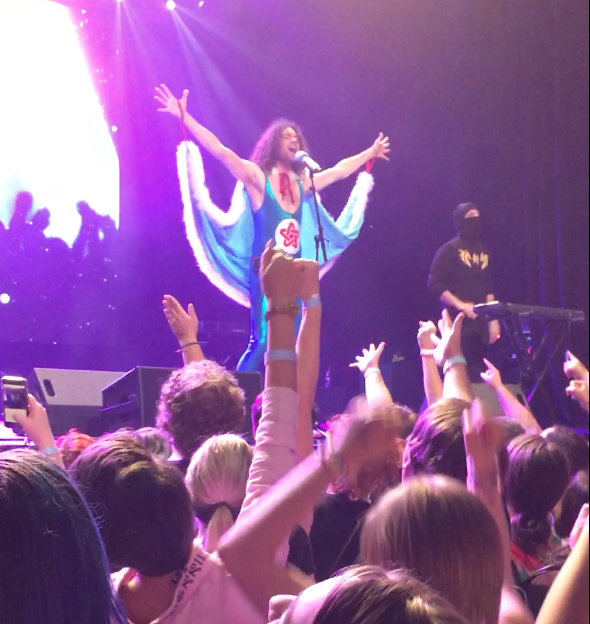
Concerto de rock ao vivo em local de entretenimento coberto

Em 2019, a OMS publicou um relatório resumindo as regulamentações para o controle da exposição ao som em locais de entretenimento na Bélgica, França e Suíça. Os estudos de caso foram publicados como um passo inicial para o desenvolvimento de uma estrutura regulatória da OMS para o controle da exposição ao som em locais de entretenimento. Uma revisão publicada em 2020 indicou que várias abordagens regulatórias diferentes foram implementadas para gerenciar os níveis de som e minimizar o risco de danos à audição para aqueles que frequentam locais de música. O relatório identificou 18 regulamentos relativos aos níveis de som em locais de entretenimento - 12 da Europa e o restante de cidades ou estados na América do Sul e do Norte. As abordagens legislativas incluem: limitações de nível de som, monitoramento de exposição sonora em tempo real, fornecimento obrigatório de dispositivos de proteção auditiva, requisitos de sinalização e advertência, restrições de colocação de alto-falantes e garantia de que os usuários possam acessar zonas silenciosas ou áreas de descanso. A eficácia dessas medidas na redução do risco de danos auditivos não foi avaliada, mas a adaptação das abordagens descritas acima é consistente com a hierarquia de controles usados para gerenciar a exposição ao ruído nos locais de trabalho. Os frequentadores de locais de música indicaram sua preferência por níveis de som mais baixos e são receptivos quando os protetores de ouvido são fornecidos ou disponibilizados. Apesar das evidências, os desafios na implementação de medidas para reduzir os riscos para a audição em uma ampla gama de locais de entretenimento - seja por meio de diretrizes obrigatórias ou voluntárias, com ou sem aplicação - são significativos. Requer o envolvimento de muitos grupos profissionais diferentes e a adesão dos gerentes e usuários do local.
| Atividade Recreativa                     | Intensidade do som (dB) | Tempo médio de cada atividade |
| ---------------------------------------- | ----------------------- | ----------------------------- |
| Brinquedos musicais, baterias e cornetas | 120 (máx)               | -                             |
| Partida de futebol                       | 92.7                    | 90 minutos                    |
| Clube noturno                            | Média de 110.2          | 4 horas semanais              |
| Show ao vivo                             | Cerca de 92             | Por volta de 3 horas          |
| Balada                                   | Entre 104.3 e 112.4     | -                             |

Os adultos americanos reconhecem os riscos representados por altas exposições ao som em shows e outros eventos e expressam interesse em ações de prevenção, como limitar os níveis sonoros, colocar placas de alerta e usar protetores auriculares. Cinquenta e quatro por cento dos participantes de uo estudo  de 2023 concordaram que os níveis sonoros em locais de concertos devem ser limitados para reduzir o risco de distúrbios auditivos, setenta e cinco por cento concordaram que sinais de alerta devem ser colocados quando os níveis sonoros provavelmente excederem os níveis seguros e 61% dos entrevistados afirmaram que eles usariam proteção auditiva se for fornecida quando os níveis de som provavelmente excederem os níveis seguros.

## Intervenções pessoais
Embora o estabelecimento de intervenções de saúde pública e comunitária eficazes, a promulgação de legislação e regulamentos apropriados e o desenvolvimento de padrões pertinentes para dispositivos de escuta e sistemas de áudio sejam etapas importantes no estabelecimento de uma infraestrutura social para escuta segura, as pessoas podem tomar medidas para garantir que seus hábitos pessoais de escuta minimizem seus risco de problemas auditivos. As estratégias de escuta pessoal segura incluem:
- Escutar em níveis seguros, como 60% da faixa de volume. Fones de ouvido com isolamento acústico ou cancelamento de ruído podem evitar o aumento do volume para superar o ruído de fundo.

- Os aplicativos de medição de nível de som podem ajudar a descobrir o quão altos são os sons. Se não estiver usando um aplicativo de medição, uma boa regra prática é que os sons são potencialmente danosos se for necessário falar em voz alta para ser ouvido por alguém a um braço de distância. Afastar-se do som ou usar proteção auditiva são abordagens para reduzir os níveis de exposição.

- Monitorar a quantidade de tempo em atividades barulhentas ajuda a gerenciar o risco. Sempre que possível, faça uma pausa entre as exposições para que os ouvidos possam descansar e se recuperar.

- Manter-se atento para sinais de alerta de perda auditiva. Zumbido, dificuldade em ouvir sons agudos (como pássaros cantando ou notificações de telefone celular) e dificuldade em entender a fala em ruídos de fundo podem ser indicadores de perda auditiva.

- Testar sua audição regularmente. A American Speech Language Hearing Association recomenda que as crianças em idade escolar ser monitoradas para a perda auditiva anualmente a partir de jardim de infância até a terceira série, e novamente em na 7a a 11a série. Os adultos devem ter sua audição testada a cada dez anos até atingirem os 50 anos, e a cada três anos depois disso. A audição deve ser testada mais cedo se surgirem quaisquer sinais de alerta.[61][62]

Ensinar crianças e jovens adultos sobre os riscos da exposição excessiva a sons altos e como praticar hábitos de escuta seguros pode ajudar a proteger sua audição. Servir como modelo em seus próprios hábitos de escuta também podem estimular hábitos de escuta saudáveis. Os profissionais de saúde têm a oportunidade de educar os pacientes sobre os riscos auditivos relevantes e promover hábitos de escuta seguros. Como parte de suas atividades de promoção da saúde, os profissionais da audição podem recomendar proteção auditiva apropriada quando necessário e fornecer informações, treinamento e testes de adaptação para garantir que os indivíduos sejam protegidos de forma adequada, mas não excessivamente.